# Yosvanys Peña
Yosvanys Peña Flores (ur. 24 grudnia 1993) – kubański zapaśnik startujący w stylu klasycznym. Dwukrotny olimpijczyk. Zajął dziesiąte miejsce w Tokio 2020 w kategorii 77 kg i dziewiąte w Paryżu 2024 w tej samej wadze.
Zajął siódme miejsce na mistrzostwach świata w 2023 roku.
Brązowy medalista igrzysk panamerykańskich w 2019 i 2023. Wygrał igrzyska Ameryki Środkowej i Karaibów w 2023. Zdobył pięć medali mistrzostw panamerykańskich w latach 2019 - 2024. Wicemistrz młodzieżowych igrzysk olimpijskich z 2010 roku.